# Mijaíl Jozin
Mijaíl Semiónovich Jozin (en ruso: Михаи́л Семёнович Хо́зин; Skachija, Imperio ruso, 10 de octubrejul./ 22 de octubre de 1896greg. - Moscú, Unión Soviética, 27 de febrero de 1976) fue un oficial militar soviético que combatió en las filas del Ejército Rojo durante la Segunda Guerra Mundial donde alcanzó el grado militar de coronel general (1943). Tuvo un destacado papel, sobre todo durante las primeras fases de la guerra, especialmente durante el sitio de Leningrado, donde fue comandante del Frente de Leningrado desde octubre de 1941 hasta junio de 1942, cuando fue relevado del mando y reemplazado por Leonid Góvorov por su incapacidad para socorrer al cercado 2.º Ejército de Choque.

## Biografía

### Infancia y juventud
Mijaíl Jozin nació el 22 de octubre de 1896 en la pequeña localidad rural de Skachija en la gobernación de Tambov —en esa época parte del Imperio ruso, actualmente ubicada en el óblast de Tambov en Rusia—, en el seno de una familia de un trabajador ferroviario. En 1907 se graduó de la escuela parroquial de su localidad natal y en 1911 se graduó en la escuela de la ciudad de tercer grado, después de graduarse ingresó a la Escuela Técnica de Ferrocarriles de Sarátov.
En agosto de 1915, fue movilizado en el Ejército Imperial Ruso e inscrito como «cazador» en la 4.ª compañía del 60.º batallón de reserva de infantería en Tambov. En mayo de 1916 se matriculó como cadete en la 4.ª escuela de alféreces de Kiev. En junio del mismo año, fue ascendido a suboficial y pronto fue nombrado oficial subalterno en el 60.º Regimiento de Reserva de Infantería. A finales de octubre, fue destinado a la 10.ª División de Infantería para formar parte del 37.º Regimiento de Infantería de Siberia, donde fue nombrado oficial subalterno del equipo de ametralladoras. Más tarde, como parte del 6.º Ejército, luchó en el frente rumano donde resultó herido.
En junio de 1917 fue nombrado jefe de inteligencia y miembro del comité del regimiento. En agosto de 1917, fue nombrado oficial para asignaciones del departamento topográfico del departamento de intendencia general del cuartel general del 6.º Ejército. A finales de 1917 fue desmovilizado. Luego trabajó en el cruce ferroviario de la estación de Kirsánov, donde también comandaba un destacamento de trabajadores destinados a la protección y defensa de los puentes ferroviarios.
En noviembre de 1918, fue reclutado por el Ejército Rojo y nombrado subcomandante del 14.º Regimiento Ferroviario Rtishchevsky, en mayo de 1919, comandante del regimiento. El regimiento bajo su mando combatió contra los cosacos blancos del 4.º Cuerpo de Caballería del Don del general Konstantín Mamontov. A finales de 1919, el regimiento se reorganizó en dos batallones separados: el 34.º y el 33.º. Siendo nombrado comandante del 34.º Batallón, el cual permaneció estacionado en Kirsánov y operaba en el sector de Borisoglebsk, Vorónezh y Tambov.

### Periodo de entreguerras

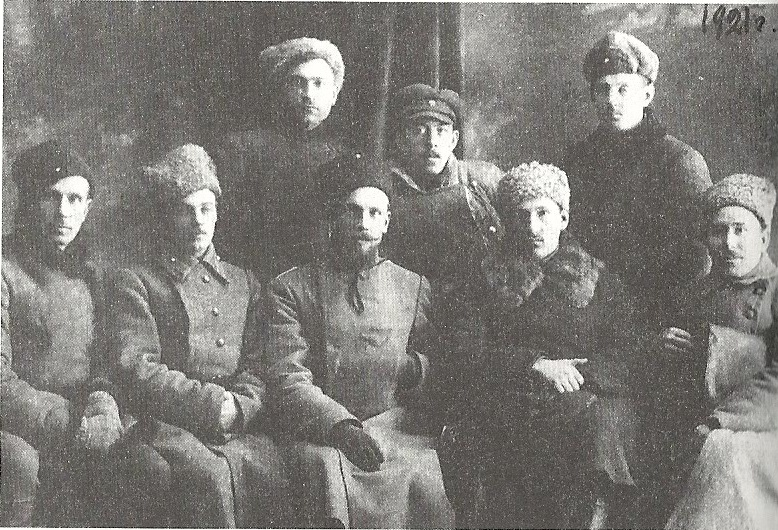
Comandantes de la 33.ª División de Fusileros cuando Mijaíl Jozin (de pie en el centro) estaba al mando del 294.º Regimiento de dicha división

A partir mayo de 1920, comandó el 194.º Batallón de Fusileros Independiente de la VOKhR (tropas de Seguridad del Estado o VeCheka), y desde octubre, del 294.º Regimiento de Fusileros de la 33.ª División de Fusileros. Participó en la eliminación de bandas antisoviéticas en las gobernaciones de Tambov, Sarátov y Vorónezh. Desde febrero de 1921, estuvo al mando de la 22.ª Brigada de Fusileros Independiente de la Cheka, que custodiaba la frontera soviética con Estonia y Letonia. En octubre del mismo año, fue nombrado comandante de la 113.ª brigada de fusileros Independiente del Distrito Militar de Oriol. Con esta unidad, partió hacia el Distrito Militar del Cáucaso Norte, donde pasó a formar parte de la 28.ª División de Fusileros. Más tarde, al mando de un regimiento, participó en la eliminación del bandolerismo en la región del Terek, y en operaciones militares para pacificar las regiones de Chechenia, Ingusetia y Osetia.
En enero de 1924, fue nombrado subcomandante de la 22.ª División de Fusileros en Krasnodar, donde en el otoño del mismo año partió hacia Moscú para estudiar los cursos académicos militares (VAK) en la Academia Militar Frunze. Después de graduarse, comandó primero la 32.ª División de Fusileros y luego, a partir de septiembre, la 31.ª División de Fusileros en Stalingrado. En octubre de 1926, fue nombrado comandante de la 34.ª División de Fusileros en Sarátov. En 1930, se graduó de los cursos de capacitación de partidos políticos para comandantes en la Academia Militar-Política del Ejército Rojo. En 1932, fue trasladado a Transbaikalia al puesto de comandante y comisario de la 36.ª División de Fusileros de la OKDVA. En mayo de 1935, fue nombrado comandante y comisario de la 18.ª División de Infantería del Distrito Militar de Moscú, y en abril de 1937, comandante del 1.er Cuerpo de Fusileros del Distrito Militar de Leningrado (LVO). En diciembre de ese mismo año, fue nombrado comandante adjunto y, en abril de 1938, comandante de las tropas de dicho distrito.
En enero de 1939, fue nombrado director de la Academia Militar Frunze. El 8 de febrero de 1939, fue ascendido a Komandarm de 2.º Rango, y el 4 de junio de 1940, a teniente general.

### Segunda Guerra Mundial
Al inicio de la invasión alemana de la Unión Soviética era el jefe de logística del Frente del Ejército de Reserva, luego del 4 al 13 de septiembre, fue nombrado subjefe del Estado Mayor General. El 11 de septiembre de 1941, Stalin envió al general del ejército Gueorgui Zhúkov y a un grupo reducido de personal militar (entre los que se encontraba Jozin y Fediúninski) a la sitiada ciudad de Leningrado para hacerse cargo de la defensa y sustituir al mariscal Kliment Voroshílov, el cual había demostrado una enorme incompetencia. Stalin despidió personalmente a Zhúkov y le dijo «tome esta nota y entréguesela a Voroshilov». La nota decía simplemente «entregue a Zhukov el mando del Frente y regrese a Moscú inmediatamente».
En octubre de 1941, fue nombrado comandante del 54.º Ejército, encargado de la defensa de los alrededores de la ciudad de Kolpino, a unos 26 kilómetros al sureste de Leningrado. El 5 de octubre, el comandante del Frente de Leningrado el general Gueorgui Zhúkov recibió un mensaje de Stalinː «¿Puede coger un avión y venir a Moscú?» Zhúkov delegó el mando en su ayudante el mayor general Iván Fediúninski y voló a Moscú el 8 de octubre donde fue inmediatamente puesto al mando del Frente Oeste y enviado a la zona de Viazma, al oeste de Moscú. Donde los panzers habían roto las defensas soviéticas. Sin embargo, Fediúninski no se consideró lo suficiente capacitado para el puesto de comandante del Frente de Leningrado, de tan vital importancia, y después de únicamente dos semanas en el puesto, solicitó a Stalin que se le sustituyera por un comandante más experimentado. por lo que, el 26 de octubre, fue sustituido por el antiguo jefe de Estado Mayor de Zhúkov, el teniente general Mijaíl Jozin. En octubre de 1941, participó en la decisiva ofensiva de Tijvin que supuso la primera contraofensiva soviética exitosa en el sector y permitió a Leningrado seguir resistiendo en el que sería uno de los sitios más cruentos de la historia. El Grupo de Ejércitos Norte alemán ya no ejecutaría en adelante ninguna otra ofensiva en la región, quedando relegado a un mero papel defensivo.
En junio de 1942, fue el encargado de diseñar y ejecutar la ofensiva de Liubán con el objetivo de aliviar el sitio de Leningrado y rodear y destruir a las fuerzas alemanas que cercaban la ciudad. La ofensiva acabó en desastre, razón por la cual fue relevado de su puesto como comandante del frente «por su fracaso a la hora de cumplir la orden de la Stavka con respecto a la rápida y puntual retirada del 2.º Ejército de Choque» y nombrado comandante del 33.º Ejército. Fue sustituido al mando del Frente de Leningrado por el general Góvorov. Las unidades y formaciones del 33.º Ejército estaban encargadas de la defensa de la dirección de Viazma. De octubre a diciembre de 1942, se desempeñó como subcomandante del Frente Oeste. En febrero de 1943, asumió el mando del recientemente creado «Grupo Especial de Fuerzas», creado para derrotar a la agrupación enemiga de Demiansk en la operación Estrella Polar y después avanzar en las direcciones de Kingisepp y Narva. El grupo estaba subordinado directamente al Cuartel General del Alto Mando Supremo (Stavka) y operaba en la zona del Frente del Noroeste. La operación terminó en fracaso: no se logró ninguno de los objetivos previstos.
En abril de 1943, volvió a ser subcomandante de las tropas del Frente del Noroeste. El 8 de diciembre de 1943, por orden del Cuartel General del Alto Mando Supremo, fue destituido de su cargo. En marzo de 1944, fue nombrado comandante del Distrito Militar del Volga, puesto en el que permaneció el resto de la guerra.

### Posguerra
En julio de 1945 fue destituido de su cargo, durante aproximadamente un año estuvo a disposición de la Dirección General de Personal de las Fuerzas Armadas de la URSS. Hasta julio de 1946, en que fue nombrado director del Instituto Pedagógico Militar, luego, en febrero de 1954, ocupó el puesto de director del Instituto Militar de Idiomas Extranjeros y entre 1956 y 1963, dirigió los cursos académicos superiores, luego fue destinado a la facultad de la Academia Militar Superior Voroshílov. Puesto en el que permaneció hasta noviembre de 1963 en que se jubiló del servicio activo.
Mijaíl Jozin falleció el 27 de febrero de 1976 en Moscú y fue enterrado en el columbario del cementerio de Vagánkovo de la capital moscovita.

## Promociones
- Kombrig (26 de noviembre de 1935)
- Komdiv (22 de febrero de 1938)
- Komandarm de 2.º Rango (8 de febrero de 1939)
- Teniente general (4 de junio de 1940)
- Coronel general (19 de enero de 1943).[2]

## Condecoraciones
A lo largo de su carrera militar, Mijaíl Jozin recibió las siguientes condecoraciones
|  | Orden de Lenin, dos veces                                                                       |
|  | Orden de la Revolución de Octubre                                                               |
|  | Orden de la Bandera Roja, cuatro veces                                                          |
|  | Orden de la Estrella Roja                                                                       |
|  | Orden de Suvórov de 1.er grado                                                                  |
|  | Orden de Suvórov de 2.do grado                                                                  |
|  | Medalla Conmemorativa por el Centenario del Natalicio de Lenin «Al valor militar»               |
|  | Medalla por la Defensa de Leningrado                                                            |
|  | Medalla por la Victoria sobre Alemania en la Gran Guerra Patria 1941-1945                       |
|  | Medalla Conmemorativa del 20.º Aniversario de la Victoria en la Gran Guerra Patria de 1941-1945 |
|  | Medalla Conmemorativa del 30.º Aniversario de la Victoria en la Gran Guerra Patria de 1941-1945 |
|  | Medalla de veterano de las Fuerzas Armadas de la URSS                                           |
|  | Medalla del 20.º Aniversario del Ejército Rojo de Obreros y Campesinos                          |
|  | Medalla del 30.º Aniversario de las Fuerzas Armadas de la URSS                                  |
|  | Medalla del 40.º Aniversario de las Fuerzas Armadas de la URSS                                  |
|  | Medalla del 50.º Aniversario de las Fuerzas Armadas de la URSS                                  |
|  | Medalla del 60.º Aniversario de las Fuerzas Armadas de la URSS                                  |
|  | Orden de Santa Ana (Imperio ruso)                                                               |